# زوخانو
زوخانو، روستایی است از توابع بخش مرکزی شهرستان قوچان در استان خراسان رضوی ایران.

## جمعیت
این روستا در دهستان شیرین دره قرار داشته و براساس سرشماری سال ۱۳۸۵ جمعیت آن ۱۹۸ نفر (۵۲ خانوار) بوده‌است.